# Liste der Monuments historiques in Braud-et-Saint-Louis
Die Liste der Monuments historiques in Braud-et-Saint-Louis führt die Monuments historiques in der französischen Gemeinde Braud-et-Saint-Louis auf.

## Liste der Objekte
| Bezeichnung | Beschreibung              | Standort                         | Kennzeichnung | Schutzstatus | Datum | Bild |
| ----------- | ------------------------- | -------------------------------- | ------------- | ------------ | ----- | ---- |
| Glocke      | Bronze (?), 1778 gegossen | in der Kirche St-Saturnin (Lage) | PM33001677    | Inscrit      | 1988  |      |